# Albert Hurny
Albert Hurny (* 18. November 1920 in Lauban; † 28. Januar 2010 in Benz (Usedom)) war ein deutscher Schriftsteller.

## Leben
Hurny schloss seine Schulzeit mit der Mittleren Reife ab, wurde Lokomotivschlosser und in den Kriegsdienst eingezogen. Er geriet in amerikanische Gefangenschaft, aus der er 1946 entlassen wurde. Nach einer Lehrerausbildung unterrichtete er bis 1948 als Lehrer in Garz auf der Insel Usedom. 1951 wurde er Direktor an der Stadtschule Usedom. Nach einem Studium in Germanistik und Geschichte wurde er 1955 zum Direktor an die Zentralschule in Benz, Ortsteil Labömitz, berufen.
Ab 1960 arbeitete er nebenberuflich als Schriftsteller und ab 1968 freiberuflich. Er war von 1955 bis 1995 Mitglied im Verband Bildender Künstler. Hurny war mit Klaus Frühauf, einem der wichtigsten Science-Fiction-Autoren in der DDR, befreundet.

## Literarisches Werk
Das Sachbuch Wanderfahrt auf Usedom war eines der ersten Insel-Bücher nach 1945. Stimmige Landschaftsbeschreibungen, bebildert mit vielfältigen, während seiner Wanderungen aufgenommenen Fotos und exakten Hinweisen für Reisende, machten dieses Werk zu einem Bestseller.
Ein Abenteuerroman aus dem Südstaaten-Milieu, das er aus eigener Anschauung aus der Zeit seiner Kriegsgefangenschaft kannte, erschien 1965 – Unter dem Gesetz des Südens. 1968 folgte das in der Landwirtschaft angesiedelte Jugendbuch Magdalena, das unzählige Male nachaufgelegt wurde. In vielen seiner Romane und Erzählungen setzte er sich kritisch mit den gesellschaftlichen Verhältnissen auseinander, ohne jedoch den Anspruch der DDR, eine „gerechte, menschenwürdige Gesellschaft“ aufbauen zu wollen, in Frage zu stellen.
Außerdem schrieb er Romane mit historischem Hintergrund, wie Das Urteil von St. Julian (1982), ein historischer Roman um Francis Drake.
Sein zweiter Roman Unter dem Gesetz des Südens (1967) wurde 1970 unter dem Titel Prawo Południa von Maria Kłos-Gwizdalka ins Polnische übersetzt. Außerdem war der Roman in die beliebte Reihe Spannend erzählt des Verlags Neues Leben in Berlin integriert worden.
Albert Hurny gehörte in der DDR zu den beliebtesten Autoren seiner Zeit.

## Rezeption
Heute außerhalb der ehemaligen DDR nahezu vergessen, wirkten seine in Liebesehe (1979) geschilderten damals leicht frivolen Ehe-Beziehung zwischen dem Wissenschaftler Archibald Hochhäuser mit der Lehrerin Christine bereits kurz nach der Wende unfreiwillig komisch, wenn z. B. als Umschreibung für den Penis das Wort Glückszipfel gewählt wird. Dass sich der Ehemann zusätzlich in die Fänge einer Menschenhändlerbande verstrickt, wirkt aus heutiger Sicht reichlich konstruiert.

## Werke
- Wanderfahrt auf Usedom. Berlin 1955.
- Unter dem Gesetz des Südens. Verlag Neues Leben, Berlin 1966.
- Magdalena. Berlin 1968.
- Zwei Freunde für Janne. Jugendbuch. Illustrationen:  Hans Räde, Verlag Neues Leben, Berlin 1972.
- Der Vertrauensbruch. Verlag Neues Leben, Berlin 1973.
- Krach mit Tante Rosi. Kinderbuch. Berlin 1975.
- Liebesehe. Militärverlag der DDR, Berlin 1979
- Das Urteil von St. Julian. Militärverlag der DDR, Berlin 1982.
- Gefährliche Wahrheit. Kriminalroman, Berlin 1985.